# Martirano
Martirano község (comune) Olaszország Calabria régiójában, Catanzaro megyében.

## Fekvése
A megye északnyugati részén fekszik. Határai: Aiello Calabro, Altilia, Conflenti, Grimaldi, Martirano Lombardo és Motta Santa Lucia.

## Története
1957-ig Martirano Lombardo része volt.

## Népessége
A népesség számának alakulása:

## Főbb látnivalói
- Santa Maria-templom
- San Marco-templom
- San Francesco-templom
- Madonna dell’Immacolata-templom
- MAdonna del Rosario-templom